# Гастон Барро
Гастон Барро (фр. Gaston Barreau, 7 грудня 1883, Леваллуа-Перре — 11 червня 1958, там само) — французький футболіст, що грав на позиції півзахисника, зокрема, за клуби «Леваллуа» та «Клуб Франсе», а також національну збірну Франції. По завершенні ігрової кар'єри — тренер.

## Клубна кар'єра
У футболі дебютував 1898 року виступами за команду «Леваллуа», в якій провів дев'ять сезонів. 
Своєю грою за цю команду привернув увагу представників тренерського штабу клубу «Клуб Франсе», до складу якого приєднався 1908 року. Відіграв за паризьку команду наступний сезон своєї ігрової кар'єри.
1909 року повернувся до клубу «Леваллуа», за який відіграв 10 сезонів. Завершив професійну кар'єру футболіста у 1919 році.

## Виступи за збірну
1911 року дебютував в офіційних матчах у складі національної збірної Франції. Протягом кар'єри у національній команді, яка тривала 4 роки, провів у її формі 12 матчів.

## Кар'єра тренера
Розпочав тренерську кар'єру відразу ж по завершенні кар'єри гравця, 1919 року, очоливши тренерський штаб збірної Франції, яку очолював протягом чотирьох десятиліть. Більшу частину часу ділив обов'язки головного тренера з іншими фахівцями, в основному англійцями. Провів на тренерському містку збірної Франції 197 матчів.
Не маючи можливості звільнитися від своїх зобов'язань в Академії музики в липні 1930 року, він не зміг повезти команду Франції на перший чемпіонат світу до Уругваю, поступившись цим правом Раулю Кодрону. На другому чемпіонаті світу очолював збірну в тандемі з Сідом Кімптоном.
Лише на домашньому чемпіонаті світу Барро довірили керувати збірною самому, де французи спочатку перемогли у матчі 1/8 фіналу Бельгію (3-1), а в чвертьфіналі програли Італії (1-3).
Перший чемпіонат світу після війни французька збірна пропускала, а на ЧС-1954 Барро повіз команду разом з П'єром Пібаро.
| Дата       | Місто      | Господарі  | Результат | Гості      | Турнір           | Голи | Примітки |
| ---------- | ---------- | ---------- | --------- | ---------- | ---------------- | ---- | -------- |
| 30.04.1911 | Брюссель   | Бельгія    | 7 – 1     | Франція    | товариський матч | -    |          |
| 29.10.1911 | Люксембург | Люксембург | 1 – 4     | Франція    | товариський матч | -    |          |
| 28.01.1912 | Сент-Уан   | Франція    | 1 – 1     | Бельгія    | товариський матч | -    |          |
| 18.02.1912 | Сент-Уан   | Франція    | 4 – 1     | Швейцарія  | товариський матч | -    |          |
| 17.03.1912 | Турин      | Італія     | 3 – 4     | Франція    | товариський матч | -    |          |
| 12.01.1913 | Сент-Уан   | Франція    | 1 – 0     | Італія     | товариський матч | -    |          |
| 16.02.1913 | Уккел      | Бельгія    | 3 – 0     | Франція    | товариський матч | -    |          |
| 27.02.1913 | Коломб     | Франція    | 1 – 4     | Англія     | товариський матч | -    |          |
| 09.03.1913 | Женева     | Швейцарія  | 1 – 4     | Франція    | товариський матч | -    |          |
| 20.04.1913 | Сент-Уан   | Франція    | 8 – 0     | Люксембург | товариський матч | -    |          |
| 25.01.1914 | Лілль      | Франція    | 4 – 3     | Бельгія    | товариський матч | -    |          |
| 31.05.1914 | Будапешт   | Угорщина   | 5 – 1     | Франція    | товариський матч | -    |          |
| Усього     |            | Матчів     | 12        |            | Голів            | 0    |          |

Помер 11 червня 1958 року на 75-му році життя у місті Леваллуа-Перре.